# Aceratium
Aceratium é um género botânico pertencente à família Elaeocarpaceae.
O gênero apresenta 35 espécies.

## Espécies selecionadas
- Aceratium angustifolium
- Aceratium archboldianum
- Aceratium braithwaitei
- Aceratium branderhorstii